# Station Borgofranco
Station Borgofranco is een spoorwegstation van de spoorlijn Chivasso-Ivrea-Aosta, gelegen in de gemeente Borgofranco d'Ivrea (Piëmont-Italië). Het station werd in 1885 geopend.